# Kvarnsjön (Arboga kommun, Västmanland)
Kvarnsjön är en sjö i Arboga kommun i Västmanland och ingår i Norrströms huvudavrinningsområde. Sjön har en area på 0,611 kvadratkilometer och ligger 22 meter över havet.

## Delavrinningsområde
Kvarnsjön ingår i det delavrinningsområde (658529-151200) som SMHI kallar för Mynnar i Mälaren. Medelhöjden är 30 meter över havet och ytan är 120,85 kvadratkilometer. Räknas de 164 avrinningsområdena uppströms in blir den ackumulerade arean 3 805,85 kvadratkilometer. Arbogaån som avvattnar avrinningsområdet har biflödesordning 2, vilket innebär att vattnet flödar genom totalt 2 vattendrag innan det når havet efter 137 kilometer. Avrinningsområdet består mestadels av skog (67 procent), öppen mark (11 procent) och jordbruk (15 procent). Avrinningsområdet har 0,75 kvadratkilometer vattenytor vilket ger det en sjöprocent på 1,7 procent.